# Veľká Fatra Nationalpark
Veľká Fatra Nationalpark (slovakisk: Národný park Veľká Fatra (Store Fatra)) er en nationalpark i Slovakiet. Det meste af det 40.371 hektar store område ligger i den sydlige del af Žilina-regionen og en lille del i den nordlige del af Banská Bystrica-regionen. Nationalparken og dens beskyttelseszone udgør det meste af bjergkæden Veľká Fatra (Store Fatra slovakisk: Veľká Fatra), som tilhører de ydre Vestlige Karpater.
Nationalparken blev oprettet den 1. april 2002 som en opgradering af det beskyttede landskabsområde ( slovakisk: Chránená krajinná oblasť (CHKO) Veľká Fatra) med samme navn, der blev oprettet i 1972 for at beskytte en bjergkæde med en høj procentdel af velbevarede karpatiske skove hvor europæisk bøg dækker 90% af arealet i kombination med højderygskvæggræsgange, der går tilbage til den 15. - 17. århundrede, - til tiderne for vlachernes kolonisering. Stedligt er der også hjemsted for skovfyr, og i Harmanecdalen ligger den rigeste taksskov i Central- og sandsynligvis hele Europa. Nationalpark Veľká Fatra er også et vigtigt reservoir med ferskvand takket være den store nedbør og lav fordampning i området. Bjergrunden i området er af granit som kun når overfladen kun få steder. Mere almindeligt er forskellige kamme og toppe med lag af kalksten og dolomit Der er også mange karstformationer, som huler og grotter, hvor Harmanecká jaskyňa er den eneste, der er åben for offentligheden.
Forskellige klipper og jordarter, skaber et varieret terræn med høje enge og græsgange, skarpe klipper og dybe dale med en ekstrem rig flora og fauna . Alle arter af store centraleuropæiske rovdyr lever rigeligt der: brun bjørn, grå ulv og europæisk los .
Området er populært blandt turister, hovedsagelig vandrere og vandrere, da der er ret få feriesteder uden for nationalparken. Byen Vlkolínec der er UNESCOs verdensarv har velbevarede bjælkehytter og ligger i nærheden.

## Små beskyttede områder
Fra februar 2007 var der en række små beskyttede områder inden for Nationalpark Veľká Fatra og dets bufferzone:
| Navn                          | Etableret                | Størrelse                |
| Nationalt Naturereservat      | Nationalt Naturereservat | Nationalt Naturereservat |
| ----------------------------- | ------------------------ | ------------------------ |
| Borišov                       | 1981                     | 430 ha                   |
| Čierny kameň                  | 1964                     | 34 ha                    |
| Harmanecká tisina             | 1949                     | 20 ha                    |
| Jánošíkova kolkáreň           | 1964                     | 243 ha                   |
| Kornietová                    | 1973                     | 84 ha                    |
| Kundračka                     | 1973                     | 115 ha                   |
| Lysec                         | 1984                     | 70 ha                    |
| Madačov                       | 1984                     | 331 ha                   |
| Padva                         | 1972                     | 325 ha                   |
| Rakšianske rašelinisko        | 1984                     | 6 ha                     |
| Rumbáre                       | 1973                     | 52 ha                    |
| Skalná Alpa                   | 1964                     | 525 ha                   |
| Suchý vrch                    | 1988                     | 71 ha                    |
| Tlstá                         | 1981                     | 2.066 ha                 |
| Veľká Skalná                  | 1988                     | 645 ha                   |
| Naturreservater               |                          |                          |
| Biela Skala                   | 1993                     | 185 ha                   |
| Harmanecký Hlboký jarok       | 1998                     | 53,33 ha                 |
| Katova skala                  | 1982                     | 47 ha                    |
| Korbeľka                      | 1973                     | 86 ha                    |
| Rojkovské rašelinisko         | 1950                     | 3 ha                     |
| Nationale Naturmonumenter     |                          |                          |
| Perlová jaskyňa               | 2001                     | 450 m                    |
| Dogerské skaly                | 1952                     | 0,2 ha                   |
| Hradené jazero Blatné         | 1990                     | 4 ha                     |
| Jazierske travertíny          | 1952                     | 2 ha                     |
| Krkavá skala                  | 1952                     | 0,3 ha                   |
| Majerova skala                | 1992                     | 9 ha                     |
| Matejkovský kamenný prúd      | 1986                     | 9 ha                     |
| Prielom Teplého potoka        | 1984                     | 21 ha                    |
| Rojkovská travertínová kopa   | 1971                     | 0,1 ha                   |
| Travertínové terasy Bukovinka | 1980                     | 2 ha                     |
| Vlčia skala                   | 1952                     | 1 ha                     |
| Beskyttet område              |                          |                          |
| Dekretov porast               | 1999                     | 6 ha                     |
| Háj pred dolinou Teplô        | 1975                     | 0,2 ha                   |
| Krásno                        | 1997                     | 125 ha                   |
| Mošovské aleje                | 1969                     | 272,92 ha                |
| Revúca                        | 2002                     | 39 ha                    |